# Semiothisa inaequilinea
Semiothisa inaequilinea là một loài bướm đêm trong họ Geometridae.